# Сінді Ванг
Сінді Ванг (кит.: 王 心凌; піньїнь: Wáng Xīn-líng, * 5 вересня 1982, Сіньчжу, Тайвань) — тайванська актриса і співачка.

## Фільмографія
| Рік  | Оригінальна назва | Назва українською              | Роль         |
| ---- | ----------------- | ------------------------------ | ------------ |
| 2009 | 桃花小妹          | Момо любов (Сестричка Тао Хуа) | Чень Тао Хуа |